# Tunde Onakoya
Tunde Onakoya (nacido el 6 de octubre de 1994) es un ajedrecista y entrenador de ajedrez nigeriano que ostenta el récord mundial Guinness por la partida de ajedrez de maratón más larga y fundador de Chess in Slums Africa. Ha organizado una serie de intervenciones para niños en barrios marginales del estado de lagos, incluidos Majidun (Ikorodu), Makoko y, recientemente, Oshodi. Los niños participan en una sesión de dos semanas que busca desbloquear su potencial a través del juego de ajedrez mientras aprenden a leer, escribir y adquirir habilidades básicas de alfabetización.

## Origen y carrera profesional
Onakoya aprendió a jugar al ajedrez en una barbería de un barrio marginal en el que creció: Ikorodu, Lagos.  Debido a que no podía pagarse la escuela secundaria, su madre se ofreció a trabajar en una escuela como limpiadora a cambio de sus tasas escolares.   Posteriormente, se clasificó como jugador de ajedrez en el puesto número 13 Nigeria. 
Onkaya consiguió un diploma de informática en Yaba College of Technology, donde obtuvo la medalla de oro que representaba a la escuela en los Juegos Politécnicos de Nigeria y también en el Campeonato de Ajedrez RCCG. También ganó el National Friends of Chess y el Chevron Chess Open
Onakoya apareció en el programa de televisión CNN African Voices.  
Onkaya es miembro de la junta directiva de The Gift of Chess, una organización sin fines de lucro con sede en la ciudad de Nueva York.
El 20 de abril de 2024, Onakoya batió el récord mundial de maratón de ajedrez en Nueva York, Estados Unidos. Jugó durante más de 60 horas consecutivas.

## Ajedrez en los barrios marginales de África
En septiembre de 2018, Chess in Slums Africa comenzó como una organización sin fines de lucro impulsada por voluntarios que tiene como objetivo hacer destacar a los jóvenes de comunidades pobres a través del ajedrez.
Chess in Slums Africa se asoció con Chess.com en septiembre de 2020 como una herramienta educativa para aulas, clubes de ajedrez y padres.
Hasta junio de 2021, Chess in Slums Africa había formado a más de 200 niños y consiguió becas de por vida para 20 de ellos.
En mayo de 2021, Ferdinand, un niño de 10 años con parálisis cerebral, ganó el torneo de ajedrez en Makoko. Posteriormente, conoció y compitió con Babajide Sanwo-Olu, el gobernador del estado de Lagos.

## Récord mundial Guinness
El maratón de ajedrez se llevó a cabo en Times Square, Nueva York, Estados Unidos. Comenzó con el objetivo de superar el anterior récord mundial de 56 horas, 9 minutos y 37 segundos, establecido por los jugadores noruegos Hallvard Haug Flatebø y Sjur Ferkingstad en 2018. El objetivo inicial de Onayoka era jugar durante 58 horas, pero superó aún más los límites y extendió el maratón a 60 horas completas. Onakoya dejó un comunicado X , anteriormente conocido como Twitter, durante la partida de ajedrez que le llevaría a la fama: “Estamos avanzando a 60 horas, muchachos. No paramos todavía. Avancemos. Tenemos un objetivo de recaudación de fondos para la educación de los niños africanos en todo el mundo. Este es nuestro por qué: la razón por la que hacemos esto”.

### Una misión más allá del ajedrez
El esfuerzo de Onakoya no tenía únicamente el propósito de batir récords; fue una misión con una causa profunda. Su objetivo era recaudar un millón de dólares para la recaudación de los niños en África, en particular aquellos sin acceso a una educación de calidad. Mientras intentaba establecer un nuevo récord, obtuvo el apoyo de la comunidad nigeriana en Nueva York, el exvicepresidente de Nigeria, Yemi Osinbajo, junto con Kashim Shettima, incluidas apariciones de estrellas de Afrobeats como Davido y Adekunle Gold. 